# Discografia di Dean Martin
Questa voce elenca la discografia di Dean Martin, dal 1953 a oggi. Dean Martin è considerato uno dei più noti intrattenitori del XX secolo. Nella sua carriera musicale ha lavorato a numerosi lavori discografici, spesso pubblicati anche postumi.

## Album in studio
| Anno | Titolo                                                                         | Massima posizione in classifica | Massima posizione in classifica | Massima posizione in classifica |
| Anno | Titolo                                                                         | US                              | US Country                      | UK                              |
| ---- | ------------------------------------------------------------------------------ | ------------------------------- | ------------------------------- | ------------------------------- |
| 1953 | Dean Martin Sings                                                              | —                               | —                               | —                               |
| 1955 | Swingin' Down Yonder                                                           | —                               | —                               | —                               |
| 1957 | Pretty Baby                                                                    | —                               | —                               | —                               |
| 1959 | Sleep Warm                                                                     | —                               | —                               | —                               |
| 1959 | A Winter Romance                                                               | 61                              | —                               | —                               |
| 1960 | This Time I'm Swingin'!                                                        | —                               | —                               | 18                              |
| 1962 | Dino: Italian Love Songs                                                       | 73                              | —                               | —                               |
| 1962 | French Style                                                                   | —                               | —                               | —                               |
| 1962 | Cha Cha de Amor                                                                | —                               | —                               | —                               |
| 1962 | Dino Latino                                                                    | 99                              | —                               | —                               |
| 1963 | Dean "Tex" Martin: Country Style                                               | 109                             | —                               | —                               |
| 1963 | Dean "Tex" Martin Rides Again                                                  | —                               | —                               | —                               |
| 1963 | Reprise Musical Repertory Theatre                                              | —                               | —                               | —                               |
| 1964 | Robin and the 7 Hoods                                                          | —                               | —                               | —                               |
| 1964 | Dream with Dean                                                                | 15                              | —                               | —                               |
| 1964 | The Door Is Still Open to My Heart                                             | 9                               | —                               | —                               |
| 1965 | Dean Martin Hits Again                                                         | 13                              | —                               | —                               |
| 1965 | (Remember Me) I'm the One Who Loves You                                        | 12                              | —                               | —                               |
| 1965 | Houston                                                                        | 11                              | —                               | —                               |
| 1966 | Somewhere There's a Someone                                                    | 50                              | —                               | —                               |
| 1966 | Dean Martin Sings Songs from "The Silencers"                                   | 108                             | —                               | —                               |
| 1966 | The Hit Sound of Dean Martin                                                   | 50                              | —                               | —                               |
| 1966 | The Dean Martin Christmas Album                                                | 29                              | —                               | —                               |
| 1966 | The Dean Martin TV Show (Pubblicato nel Regno Unito come: "At Ease with Dean") | 34                              | —                               | 35                              |
| 1967 | Happiness Is Dean Martin                                                       | 46                              | —                               | —                               |
| 1967 | Welcome to My World                                                            | 20                              | —                               | 39                              |
| 1968 | Gentle on My Mind                                                              | 14                              | —                               | 9                               |
| 1969 | I Take a Lot of Pride in What I Am                                             | 90                              | —                               | —                               |
| 1970 | My Woman My Woman My Wife                                                      | 97                              | —                               | —                               |
| 1971 | For the Good Times                                                             | 113                             | 41                              | —                               |
| 1972 | Dino                                                                           | 117                             | —                               | —                               |
| 1973 | Sittin' on Top of the World                                                    | —                               | —                               | —                               |
| 1973 | You're the Best Thing That Ever Happened to Me                                 | —                               | —                               | —                               |
| 1978 | Once in a While                                                                | —                               | —                               | —                               |
| 1983 | The Nashville Sessions                                                         | —                               | 49                              | —                               |

## Album dal vivo
| Anno | Title                                           | Massima posizione in clasifica | Massima posizione in clasifica |
| Anno | Title                                           | US                             | UK                             |
| ---- | ----------------------------------------------- | ------------------------------ | ------------------------------ |
| 2001 | Live at the Sands Hotel (registrato nel 1964)   | —                              | —                              |
| 2005 | Live from Las Vegas (registrato nel 1967)       | —                              | —                              |
| 2005 | Live from Lake Tahoe 1962 (registrato nel 1962) | —                              | —                              |

## Raccolte
| Anno | Title                                                          | Massima posizione in clasifica | Massima posizione in clasifica | Massima posizione in clasifica |
| Anno | Title                                                          | US                             | AUS                            | UK                             |
| ---- | -------------------------------------------------------------- | ------------------------------ | ------------------------------ | ------------------------------ |
| 1958 | This Is Dean Martin!                                           | —                              | —                              | —                              |
| 1958 | Martin Magic                                                   | —                              | —                              | —                              |
| 1964 | Everybody Loves Somebody                                       | 2                              | —                              | —                              |
| 1964 | Hey, Brother, Pour the Wine                                    | —                              | —                              | —                              |
| 1965 | The Lush Years                                                 | —                              | —                              | —                              |
| 1966 | The Summit (w/ Bing Crosby, Frank Sinatra and Sammy Davis Jr.) | —                              | —                              | —                              |
| 1966 | Relaxin'                                                       | —                              | —                              | —                              |
| 1966 | Somewhere There's a Someone                                    | 40                             | —                              | —                              |
| 1966 | Happy in Love                                                  | —                              | —                              | —                              |
| 1966 | The Best of Dean Martin                                        | 95                             | —                              | —                              |
| 1967 | You Can't Love 'Em All                                         | —                              | —                              | —                              |
| 1967 | Dino – Like Never Before                                       | —                              | —                              | —                              |
| 1967 | Deluxe                                                         | —                              | —                              | —                              |
| 1968 | Dean Martin's Greatest Hits! Vol. 1                            | 26                             | —                              | 40                             |
| 1968 | Dean Martin's Greatest Hits! Volume 2                          | 83                             | —                              | —                              |
| 1968 | I Can't Give You Anything but Love                             | —                              | —                              | —                              |
| 1968 | On the Sunny Side                                              | —                              | —                              | —                              |
| 1969 | The Best of Dean Martin, Vol. 2                                | 145                            | —                              | —                              |
| 1969 | Young & Foolish                                                | —                              | —                              | —                              |
| 1989 | The Capitol Collector's Series                                 | —                              | —                              | —                              |
| 1990 | All-Time Greatest Hits                                         | —                              | —                              | —                              |
| 1998 | Greatest Hits: King of Cool                                    | —                              | 9                              | —                              |
| 1999 | Hurtin' Country Songs                                          | —                              | —                              | —                              |
| 2002 | Swingin' with Dino                                             | —                              | —                              | —                              |
| 2004 | Dino: The Essential Dean Martin                                | 28                             | 29                             | 25                             |
| 2004 | Christmas with Dino                                            | 69                             | —                              | —                              |
| 2007 | Forever Cool                                                   | 39                             | 27                             | —                              |
| 2009 | Amore                                                          | —                              | —                              | —                              |
| 2009 | My Kind of Christmas                                           | 152                            | —                              | —                              |
| 2010 | Essential Love Songs                                           | —                              | —                              | —                              |
| 2011 | Cool Then, Cool Now                                            | —                              | —                              | —                              |
| 2012 | Icon                                                           | —                              | —                              | —                              |
| 2013 | Icon, Vol. 2                                                   | —                              | —                              | —                              |
| 2013 | Greatest Hits                                                  | —                              | —                              | —                              |
| 2014 | Playlist: The Very Best of Dean Martin                         | —                              | —                              | —                              |

## Colonne sonore
| Anno | Title                                 | Massima posizione in clasifica | Massima posizione in clasifica |
| Anno | Title                                 | US                             | UK                             |
| ---- | ------------------------------------- | ------------------------------ | ------------------------------ |
| 1960 | Bells Are Ringing (con Judy Holliday) | —                              | —                              |

## Box sets
| Anno | Titolo                                                         | Massima posizione in clasifica | Massima posizione in clasifica |
| Anno | Titolo                                                         | US                             | UK                             |
| ---- | -------------------------------------------------------------- | ------------------------------ | ------------------------------ |
| 1997 | Memories Are Made of This                                      | —                              | —                              |
| 1998 | Return to Me                                                   | —                              | —                              |
| 2002 | Everybody Loves Somebody: The Reprise Years 1962–1966          | —                              | —                              |
| 2002 | Lay Some Happiness on Me: The Reprise Years and More 1966–1985 | —                              | —                              |
| 2012 | Collected Cool                                                 | —                              | —                              |

## EP
| Details | Titolo      | Massima posizione in clasifica | Massima posizione in clasifica |
| Details | Titolo      | US                             | UK                             |
| ------- | ----------- | ------------------------------ | ------------------------------ |
| 1954    | Dean Martin | 10                             | —                              |